# Girl in Red
Girl in Red, pseudonimo di Marie Ulven Ringheim (Horten, 16 febbraio 1999), è una cantautrice norvegese.
Il suo singolo I Wanna Be Your Girlfriend è stato classificato nono nella lista "The 68 Best Songs of 2018" sul The New York Times.

## Biografia

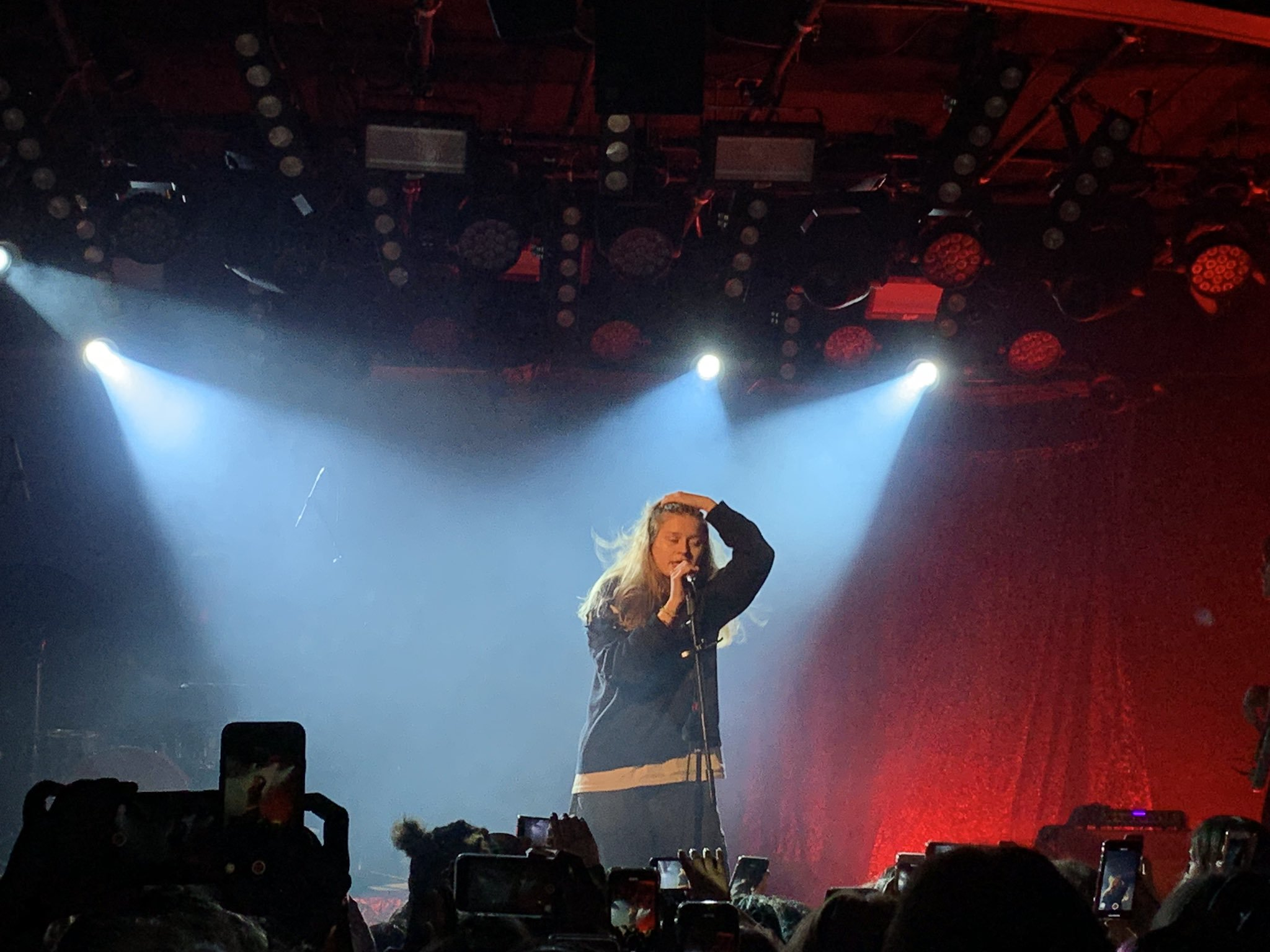
Girl in Red in concerto a Los Angeles nel 2019

Ringheim è nata nella cittadina norvegese di Horten il 16 febbraio 1999. È cresciuta con le sue sorelle e i suoi genitori divorziati; sua madre ha lavorato in ambito tecnologico, mentre suo padre era un poliziotto. Ha ricevuto la sua prima chitarra come regalo di Natale dal nonno nel 2012.
Dopo aver ricevuto un microfono Blue Yeti da suo padre nel 2015, Ringheim ha iniziato a scrivere e pubblicare musica su SoundCloud con il nome d'arte "Lydia X", poi cambiato in "girl in red". Nel settembre 2017 ha pubblicato il suo singolo di debutto I Wanna Be Your Girlfriend su Soundcloud. In seguito il brano è stato trasmesso dal sito di musica norvegese NRK Urørt. Ringheim ha pubblicato I Wanna Be Your Girlfriend come singolo nel marzo 2018. Il 14 settembre 2018 è uscito il suo primo EP, Chapter 1.
Da marzo 2019 ha accompagnato Conan Gray nel suo tour nazionale del Nordamerica. A settembre ha pubblicato il suo secondo EP, Chapter 2 per l'etichetta AWAL; il mese seguente ha avuto inizio il suo primo tour internazionale, World in Red, esibendosi in Europa e in Nordamerica.
Nel novembre 2018 ha pubblicato il singolo we fell in love in october, la cantautrice norvegese ha spiegato che la canzone racconta di una sua relazione passata con un'altra donna, rendendo quindi pubblica la propria omosessualità.
Nel corso del 2023 il brano ha riscosso un successo inaspettato quanto rapido, dato che è stato utilizzato molto sia nella piattaforma TikTok che su Instagram, inoltre è stato visto un significativo rialzo delle copie scaricate su SoundCloud

## Discografia

### Album in studio
- 2021 – If I Could Make It Go Quiet
- 2024 – I'm Doing It Again Baby!

### EP
- 2018 – Chapter 1
- 2019 – Chapter 2

### Raccolte
- 2019 – Beginnings

### Singoli
- 2017 – I Wanna Be Your Girlfriend
- 2018 – Say Anything
- 2018 – Summer Depression
- 2018 – Girls
- 2018 – 4am
- 2018 – We Fell in Love in October
- 2019 – Watch You Sleep
- 2019 – I Need to Be Alone
- 2019 – Dead Girl in the Pool
- 2019 – I'll Die Anyway
- 2019 – Bad Idea!
- 2020 – Midnight Love
- 2020 – Rue
- 2020 – Two Queens in a King-Sized Bed
- 2021 – Serotonin
- 2021 – You Stupid Bitch

## Tournée
- Fall Tour (2018) con Clairo
- The Sunset Shows (2018-2019) con Conan Gray
- The World in Red Tour (2019)
- Make It Go Quiet (2022)

## Riconoscimenti
- GAFFA-Prisen 2018 – Norwegian Newcomer of the Year (vinto)
- P3 Gull 2018 – Untouched of the Year (vinto)
- P3 Gull 2019 – Newcomer of the Year (nomination)
- Spellemannprisen 2020 - successo internazionale dell'anno (vinto)